# Metro de Pyongyang

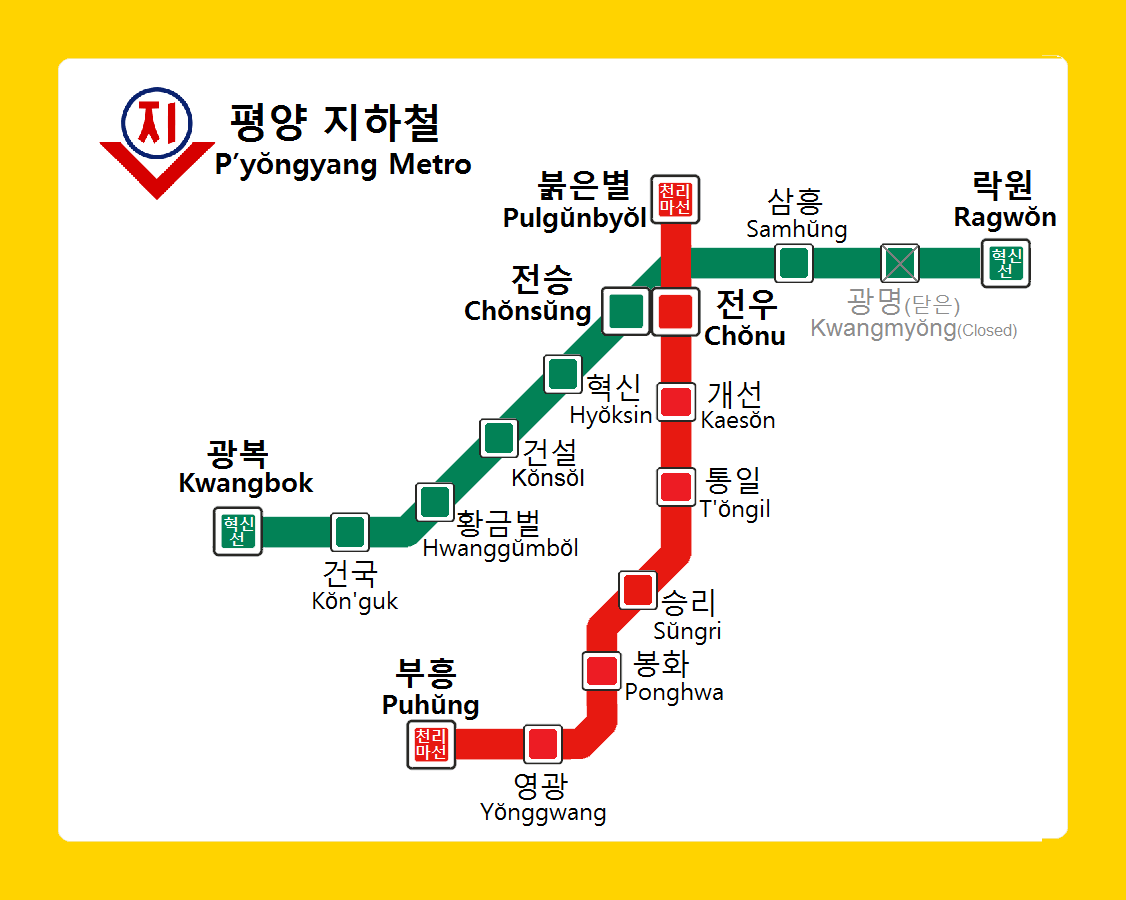
Esquema del Metro de Pyongyang

El metro de Pyongyang és un ferrocarril metropolità que s'estén sota el subsòl d'aquesta ciutat, capital de Corea del Nord. Compta amb 17 estacions que totalitzen al voltant de 22 quilòmetres de recorregut, distribuïts en dues línies, Chollima (pegàs) i Hyŏksin (renovació), traçades de nord a sud i d'oest a est, respectivament.
La construcció d'aquest ferrocarril va ser iniciada el 1968 per l'Exèrcit Popular de Corea, amb l'assistència tècnica de la República Popular de la Xina i la Unió Soviètica, i es va inaugurar el setembre de 1973, amb l'entrada en funcions del tram comprès entre les estacions Pulgŭnbyŏl a Sungni de la línia Chollima. La línia Hyŏksin va entrar en marxa a l'octubre de 1975, amb les estacions compreses de Ragwŏn a Hyŏksin. Posteriorment la línia Hyŏksin va ser estesa fins a l'estació de Kwangbok al setembre de 1978, i el 1987 la línia Chollima va ser ampliada fins a l'estació de Puhŭng, completant disset estacions.

## Estacions
| Estacions del Metro de Pyongyang        | Estacions del Metro de Pyongyang | Estacions del Metro de Pyongyang | Estacions del Metro de Pyongyang |
| --------------------------------------- | -------------------------------- | -------------------------------- | -------------------------------- |
| Línia Chŏllima 천리마선 (De nord a sud) |                                  |                                  |                                  |
| Estació                                 | Significat literal               | Correspondència                  | Obertura                         |
| Pulgŭnbyŏl 붉은별                       | Estrella Vermella                |                                  | 6 Setembre 1973                  |
| Chŏnu 전우                              | Camarada                         | #2 Chŏnsŭng                      | 6 Setembre 1973                  |
| Kaesŏn 개선                             | Triomf/Retorn triomfal           |                                  | 6 Setembre 1973                  |
| Thŏngil 통일                            | Reunificació                     |                                  | 6 Setembre 1973                  |
| Sŭngni 승리                             | Victòria                         |                                  | 6 Setembre 1973                  |
| Ponghwa 봉화                            | Senyal de foc                    |                                  | 6 Setembre 1973                  |
| Yŏnggwang 영광                          | Glòria                           |                                  | 10 Abril 1987                    |
| Puhŭng 부흥                             | Rehabilitació                    |                                  | 10 Abril 1987                    |
| Línia Hyŏksin 혁신선 (D'est a oest)     |                                  |                                  |                                  |
| Estació                                 | Significat literal               | Correspondència                  | Obertura                         |
| Kwangbok 광복                           | Restauració                      |                                  | 9 Setembre 1978                  |
| Kŏn'guk 건국                            | Fundació Nacional                |                                  | 9 Setembre 1978                  |
| Hwanggŭmbŏl 황금벌                      | Camps Daurats                    |                                  | 6 Setembre 1978                  |
| Kŏnsŏl 건설                             | Construcció                      |                                  | 6 Setembre 1978                  |
| Hyŏksin 혁신                            | Renovació                        |                                  | 9 Setembre 1975                  |
| Chŏnsŭng 전승                           | Triomf ó Sacrifici a la batalla  | #1 Chŏnu                         | 9 Setembre 1975                  |
| Samhŭng 삼흥                            | Tres Orígens                     |                                  | 9 Setembre 1975                  |
| Kwangmyŏng 광명                         | Brillantor                       |                                  | 9 Setembre 1975                  |
| Rakwŏn 락원                             | Paradís                          |                                  | 9 Setembre 1975                  |

Les estacions se situen a una distància aproximada de 1.500 metres entre si, tal com passa al metro de Moscou.
Cal assenyalar, com a cas únic al món, que els noms de les estacions es van prendre només de temes associats al projecte polític sustentat pel partit governant del país (anomenat a Corea del Nord "idea juche") i sense guardar relació amb l'entorn geogràfic, com passa amb la majoria dels ferrocarrils metropolitans del món, les estacions solen batejar amb referència a punts geogràfics de l'entorn en el qual se situa l'estació en concret.